# Байр (Кетченеровский район)
Байр (калм. Байр) — посёлок в Кетченеровском районе Калмыкии, в составе Шаттинского сельского муниципального образования.

## Название
Название посёлка калм. Байр переводится как «радость; веселье; привет; приветствие; праздник; торжество»

## История
Дата основания не установлена. Посёлок Байр впервые обозначен на топографической карте 1984 года. Предположительно основан во второй половине XX века.

## Физико-географическая характеристика
Посёлок расположен на юге Кетченеровского района в пределах Приергенинской равнины, являющейся частью Прикаспийской низменности, на высоте 3 м над уровнем моря. Рельеф местности равнинный. В 2 км на западу от посёлка проходит Гашунский канал, относящийся к Черноземельской оросительно-обводнительной системе. К северу и югу от посёлка расположено два водоёма без названия.
По автомобильной дороге расстояние до столицы Калмыкии города Элиста составляет 130 км, до районного центра посёлка Кетченеры — 100 км. Ближайший населённый пункт — посёлок Шатта, расположенный в 9,4 км к северо-западу от посёлка Байр.
Согласно классификации климатов Кёппена-Гейгера посёлок находится в зоне семиаридного климата (Bsk). В окрестностях посёлка распространены солонцы в комплексе с бурыми пустынно-степными солонцеватыми почвами.
В посёлке, как и на всей территории Калмыкии, действует московское время.

## Население
| 2002 | 2010 | 2012 |
| ---- | ---- | ---- |
| 58   | ↘52  | →52  |

Национальный состав
Согласно результатам переписи 2002 года большинство населения посёлка составляли калмыки (88 %)

## Социальная инфраструктура
Социальная инфраструктура не развита. Ближайшие учреждения культуры (клуб, библиотека) и образования (средняя школа, детский сад) расположены в посёлке Шатта. Медицинское обслуживание жителей посёлка обеспечивают офис врача общей практики, расположенный в посёлке Шатта, и Кетченеровская центральная районная больница. Ближайшее отделение скорой медицинской помощи расположено в Кетченерах.
Посёлок негазифицирован. Центральное водоснабжение отсутствует, потребность в пресной воде обеспечивается индивидуально, путём доставки воды к каждому домовладению. Водоотведение обеспечивается за счёт использования выгребных ям. Система сбора организации сбора твёрдых бытовых отходов отсутствует.
Для захоронения умерших, как правило, используются местное кладбище.